# 速水春暁斎 (2代目)
二代目 速水春暁斎（にだいめ はやみ しゅんぎょうさい、生年不明 - 慶応3年5月16日〈1867年6月28日〉）とは、江戸時代の浮世絵師。

## 来歴
初代速水春暁斎の子。名は恒茂、通称民之助。はじめは春眠または暁雲斎と号し、後に二代目春暁斎を称した。作画期は文政から慶応の頃にかけてで読本の挿絵を描く。墓所は初代春暁斎と同じく京都市中京区の光徳寺。

## 作品
- 『絵本忠孝美善録』十巻　※池田東籬作、文政11年（1828年）刊行
- 『春雨譚』五冊　※高井蘭山作、嘉永元年（1848年）刊行